# Șulhivka, Cernihiv
Șulhivka (în ucraineană Шульгівка) este un sat în comuna Kovpîta din raionul Cernihiv, regiunea Cernihiv, Ucraina.

## Demografie
Componența lingvistică a localității Șulhivka
     Ucraineană (99,09%)
     Alte limbi (0,91%)
Conform recensământului din 2001, majoritatea populației localității Șulhivka era vorbitoare de ucraineană (99,09%), existând în minoritate și vorbitori de alte limbi.